# ماري هاريوت نوريس
ماري هاريوت نوريس (بالإنجليزية: Mary Harriott Norris)‏ (16 مارس 1848 في الولايات المتحدة - 14 سبتمبر 1918، موريستاون في الولايات المتحدة)؛ كاتِبة وروائية أمريكية. درست في كلية فاسار.